# P26/40
Carro Armato Pesante P26/40 — итальянский тяжёлый по национальной классификации, средний по массе танк периода Второй мировой войны. P(Pesante - тяжёлый), 26 тонн, 1940 год предполагаемого принятия на вооружение. Выпускался мелкой серией (не более 100 единиц) по заказу немецких оккупационных войск в 1943 году, принимал ограниченное участие в боях на стороне Вермахта (как Panzerkampfwagen P40 737(i)), против англоамериканских войск в Италии.

## История создания
Ещё до вступления Италии во Вторую мировую войну её военные специалисты довольно скептически относились к возможностям состоящих на вооружении Реджио Эзерчито «средних» танков M11/39 и M13/40.
В конце 1940 года командование итальянских бронетанковых войск разработало технические условия для танка нового типа, который должен был обладать более мощным вооружением и бронированием.

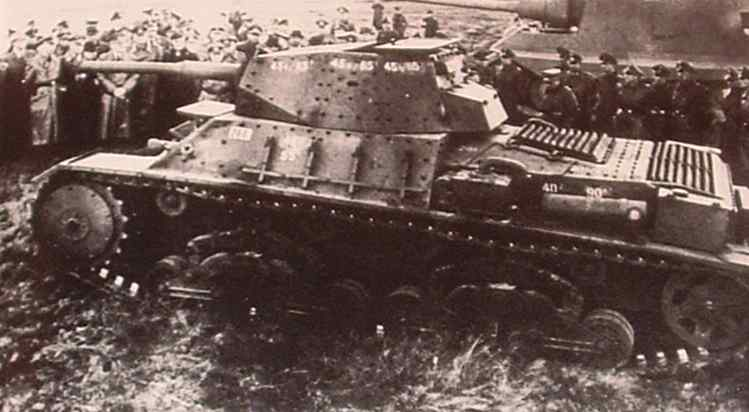
Танк P26/40 с немецким истребителем танков Ягдтигр.

Несмотря на то, что работа над танком началась в 1940 году, первый прототип вышел на испытания в начале декабря 1941 года, а второй - в первой половине 1942. Такая задержка была вызвана изменением вооружения, а также трудностями и поиском подходящего двигателя. Первый прототип был вооружен 75-мм пушкой 75/18, второй — 75/32. Серийные танки имели модифицированные корпус и башню, в которой была установлена 75-мм пушка 75/34. Кроме того, 26-тонные танки P40 планировалось оснащать дизельными двигателями.
Производство танка освоили весной 1943 года, первый заказ на тяжёлые танки составил 125 машин. Правда, завод Ansaldo был перегружен производством средних танков Carro Armato M 43 и САУ на их базе. Ещё большей проблемой стал выпуск двигателей. В результате выпуск P 40 шёл очень медленно. На 1 августа 1943 года было выпущено всего три танка, а к моменту, когда немцы конфисковали матчасть у итальянской армии, количество сданных P 40 увеличилось до пяти. После оккупации севера страны (где располагалось производство танков), немцы захватили готовые машины, а также продолжили их выпуск. В немецкой армии машина получила обозначение Pz.Kpfw.P40 (i). Всего в 1944 году изготовили 61 полноценный танк и 38 без двигателей.
Основным местом службы Pz.Kpfw.P40 (i) стали танковые полицейские роты СС. Всего в подчинении HSSPF Italien оказалось 42 таких танка, два из которых немцы сразу списали. Оставшиеся машины применялись в составе 10-й и 15-й полицейских танковых рот, действовавших в Италии. По состоянию на 9 апреля 1945 года в 10-й роте всё ещё имелось 15, а в 15-й роте — 13 Pz.Kpfw.P40 (i).
Остальные машины разошлись незначительными партиями по другим частям. Один танк, направленный на полигон в Куммерсдорфе, использовался для комплектации импровизированного бронепоезда. Кроме этой машины все оставшиеся Pz.Kpfw.P40 (i) воевали исключительно на итальянской территории.
В целом же Р40 стал финалом итальянской танковой индустрии Второй мировой войны и самым мощным танком из построенных в Италии того времени.

## Оценка проекта
По классу P26/40 был аналогичен немецкому Pz.IV и советскому Т-34. Однако, существенно уступал обоим, прежде всего по ходовой части в которой использовался уже архаичный к тому времени тип подвески, и клёпанной конструкции корпуса. Тем не менее, по сравнению с предыдущими моделями итальянских танков, данный танк был значительным шагом вперед, будучи вооружённым 75-мм пушкой со средней начальной скоростью снаряда и имея бронирование с рациональными углами наклона толщиной 50—60 мм в лобовой части и 40—45 мм по бортам. В целом по основным характеристикам — огневой мощи, защищённости и подвижности — P26/40 сравним с зарубежными аналогами, хотя ряд устаревших конструктивных решений, прежде всего использование двухместной башни, в которой командир выполнял также и функции наводчика, существенно снижали его боевые возможности. Серьёзной проблемой, так и не разрешённой до капитуляции Италии, являлась и недостаточная надёжность нового дизельного двигателя.

## Модификации

### Серийные
- Carro Armato P26/40 — базовый вариант. Оснащался различными двигателями — дизельными и карбюраторными, часть выпущенных машин не получила их вовсе и использовалась в качестве бронированных огневых точек в немецкой системе укреплений в Италии.

### Машины на базе P26/40
- Semovente da 149/40 — Самоходная гаубица на базе P26/40 с открытой установкой 149-мм дальнобойного орудия с длиной ствола 40 калибров. Трудности с обеспечением тягачами столь мощной артиллерийской системы вызвали желание разместить её на самоходной базе, в качестве которой мог быть использован только P26/40. Построен и испытан 1 прототип, показавший необходимость в значительном числе доработок. В 1943 году захвачен немецкими войсками, перевезён в Германию для проведения испытаний. Там он был ещё раз захвачен, на этот раз американцами, и в итоге стал экспонатом в музее Абердинского испытательного полигона Армии США.